# Лагоа-Алегри

Лагоа-Алегри на карте штата.

Лагоа-Алегри (порт. Lagoa Alegre) — муниципалитет в Бразилии, входит в штат Пиауи. Составная часть мезорегиона Северо-центральная часть штата Пиауи. Входит в экономико-статистический микрорегион Терезина. Население составляет 8008 человек на 2010 год. Занимает площадь 394,661 км². Плотность населения — 20,29 чел./км².

## Демография
Согласно сведениям, собранным в ходе переписи 2010 г. Национальным институтом географии и статистики (IBGE), население муниципалитета составляет:
| Полное население                               | Полное население                               | Полное население                               | Полное население                               | 8008  |
| ---------------------------------------------- | ---------------------------------------------- | ---------------------------------------------- | ---------------------------------------------- | ----- |
| в том числе:                                   | Городское население                            | 3042                                           | Процент городского населения, %                | 37,99 |
|                                                | Сельское население                             | 4966                                           | Процент сельского населения, %                 | 62,01 |
|                                                | Мужское население                              | 4124                                           | Процент мужского населения, %                  | 51,50 |
|                                                | Женское население                              | 3884                                           | Процент женского населения, %                  | 48,50 |
| Плотность населения, чел/км²                   | Плотность населения, чел/км²                   | Плотность населения, чел/км²                   | Плотность населения, чел/км²                   | 20,29 |
| Население муниципалитета в % к населению штата | Население муниципалитета в % к населению штата | Население муниципалитета в % к населению штата | Население муниципалитета в % к населению штата | 0,26  |

По данным оценки 2016 года, население муниципалитета составляет 8330 жителей.

## Статистика
- Валовой внутренний продукт на 2003 год составляет 9 589 666,00 реалов (данные: Бразильский институт географии и статистики).
- Валовой внутренний продукт на душу населения на 2003 год составляет 1292,41 реалов (данные: Бразильский институт географии и статистики).
- Индекс развития человеческого потенциала на 2000 год составляет 0,582 (данные: Программа развития ООН).